# Koniewo-Osada
Koniewo-Osada (ehemals Kunówko, deutsch Konnegenhof) ist ein Dorf in der polnischen Woiwodschaft Ermland-Masuren. Es gehört zur Landgemeinde Lidzbark Warmiński (Heilsberg) im Powiat Lidzbarski (Kreis Heilsberg).

## Geographische Lage
Koniewo-Osada liegt am Westufer der Alle (polnisch Łyna) im nördlichen Westen der Woiwodschaft Ermland-Masuren, drei Kilometer nördlich der Kreisstadt Lidzbark Warmiński (Heilsberg).

## Geschichte
Der Abbau Kühn, erst ab dem 24. September 1856 Konnegenhof genannt, bestand aus einem großen Hof. Der Ort war bis 1945 ein Wohnplatz von Konnegen (polnisch Koniewo) im ostpreußischen Kreis Heilsberg und zählte im Jahre 1910 23 Einwohner.
Im Rahmen der 1945 in Kriegsfolge vorgenommenen Abtretung des gesamten südlichen Ostpreußen an Polen wurde Konnegenhof ein eigenständiger Ort und erhielt die polnische Namensform „Kunówko“. Erst später wurde die Ortsbezeichnung „Koniwo-Osada“ offiziell verwendet. Das kleine Dorf ist heute eine Ortschaft innerhalb der Gmina Lidzbark Warmiński (Landgemeinde Heilsberg) im Powiat Lidzbarski (Kreis Heilsberg), von 1975 bis 1998 der Woiwodschaft Olsztyn, seither der Woiwodschaft Ermland-Masuren zugehörig.

## Religion
Wie Konnegenhof vor 1945 so gehört Koniewo-Osada heute zur römisch-katholischen Stadtpfarrei Lidzbark Warmiński (Heilsberg), die heute dem Erzbistum Ermland zugeordnet ist.
Bis 1945 war Konnegenhof auch ein Kirchspielort der evangelischen Kirche Heilsberg in der Kirchenprovinz Ostpreußen der Kirche der Altpreußischen Union. Heute sind die evangelischen Einwohner von Koniewo-Osada in die Diözese Masuren der Evangelisch-Augsburgischen Kirche in Polen eingegliedert.

## Verkehr
Koniewo-Osada ist über einen Verbindungsweg direkt von Lidzbark Warmiński aus zu erreichen. Die Kreisstadt war vor 1945 auch die nächste Bahnstation, die heute aber nicht mehr existiert.